# 乌鲁木齐北路
乌鲁木齐北路是上海市静安区的一条道路，在1911年到1943年之间的名称为地丰路（Tifong Road）。该路为南北走向，北起万航渡路，南至华山路接乌鲁木齐中路，全长1028米。宽12至27米。
1911年，上海公共租界工部局越界修筑此路，名称为地丰路。1943年汪精卫政权接收租界，改名为迪化路。1946年改名迪化北路。1954年改名乌鲁木齐北路。沿路主要为住宅区。

## 交汇道路
- 万航渡路
- 愚园路
- 南京西路
- 延安西路
- 华山路

## 建筑
- 25号  基督教新恩堂
- 懿德公寓
- 上海宾馆